# اقا، مراکش
اقا (به فرانسوی: Akka) یک منطقهٔ مسکونی در مراکش است که در Tata Province واقع شده‌است.
 اقا  ۷٬۱۰۲ نفر جمعیت دارد و ۶۷۰ متر بالاتر از سطح دریا قرار دارد.